# Monopetalotaxis doleriformis
Monopetalotaxis doleriformis là một loài bướm đêm thuộc họ Sesiidae. Nó được biết đến ở Nam Phi.
Ấu trùng khoan rễ loài Aspalathus linearis. Chúng bị xem là loài gây hại cây chè bụi đỏ.